# Daihatsu Move Latte
La Daihatsu Move Latte est une k-car faisant partie de la gamme des Daihatsu Move. Elle fut restylée en 2007 et elle n'est vendue qu'au Japon.